# Équipe de Suisse de football à la Coupe du monde 2010
Cet article relate le parcours de l'équipe de Suisse de football lors de la Coupe du monde 2010 organisée en Afrique du Sud du 11 juin au 11 juillet 2010.

## Qualification
L'équipe de Suisse se retrouve dans le deuxième groupe de qualification de la zone Europe comportant la Grèce, la Lettonie, Israël, la Moldavie et le Luxembourg. La Nati commence plutôt bien cette qualification en tenant Israël en échec (2-2). Puis le Luxembourg crée la surprise en battant l'équipe suisse à Zürich (2-1). Après cet échec face au Luxembourg, la Suisse n'a presque plus aucun espoir d'être première du groupe. Pourtant, elle se ressaisit bien et bat la Lettonie et la Grèce sur le même score (2-1). Vient alors la double confrontation face à la Moldavie où la Suisse s'impose assez facilement aux matches aller et retour (2-0). La Grèce et la Suisse se retrouvent toutes deux avec 13 points, mais les Grecs ont une meilleure différence de buts, et restent en tête du groupe. La Nati prend la première place en battant les Grecs au match retour à Bâle (2-0). Enfin, elle fait un match nul contre la Lettonie (2-2), gagne contre le Luxembourg (3-0) et tient à nouveau les Israéliens en échec (0-0). Ce match nul face à Israël lui fait décrocher sa qualification pour la Coupe du monde 2010.
| Rang | Équipe     | Pts | J  | G | N | P | Bp | Bc | Diff |  | Résultats (▼ dom., ► ext.) |     |     |     |     |     |     |
| ---- | ---------- | --- | -- | - | - | - | -- | -- | ---- |  | -------------------------- | --- | --- | --- | --- | --- | --- |
| 1    | Suisse     | 21  | 10 | 6 | 3 | 1 | 18 | 8  | +10  |  | Suisse                     |     | 2-0 | 2-1 | 0-0 | 1-2 | 2-0 |
| 2    | Grèce      | 20  | 10 | 6 | 2 | 2 | 20 | 10 | +10  |  | Grèce                      | 1-2 |     | 5-2 | 2-1 | 2-1 | 3-0 |
| 3    | Lettonie   | 17  | 10 | 5 | 2 | 3 | 18 | 15 | +3   |  | Lettonie                   | 2-2 | 0-2 |     | 1-1 | 2-0 | 3-2 |
| 4    | Israël     | 16  | 10 | 4 | 4 | 2 | 20 | 10 | +10  |  | Israël                     | 2-2 | 1-1 | 0-1 |     | 7-0 | 3-1 |
| 5    | Luxembourg | 5   | 10 | 1 | 2 | 7 | 4  | 25 | -21  |  | Luxembourg                 | 0-3 | 0-3 | 0-4 | 1-3 |     | 0-0 |
| 6    | Moldavie   | 3   | 10 | 0 | 3 | 7 | 6  | 18 | -12  |  | Moldavie                   | 0-2 | 1-1 | 1-2 | 1-2 | 0-0 |     |

## Préparation
| 3 mars 2010                       | Suisse           | 1 - 3   | Uruguay                              | AFG Arena, Saint-Gall                           |                                                 |
| 20h15 · Historique des rencontres | Inler 29e (pen.) | (1 - 1) | 35e Forlán · 49e Suarez · 87e Cavani | Spectateurs : 12 500 Arbitrage : Nicola Rizzoli | Spectateurs : 12 500 Arbitrage : Nicola Rizzoli |
| 20h15 · Historique des rencontres | Rapport          |         |                                      | Spectateurs : 12 500 Arbitrage : Nicola Rizzoli | Spectateurs : 12 500 Arbitrage : Nicola Rizzoli |

| 1er juin 2010                     | Suisse  | 0 - 1   | Costa Rica | Stade de Tourbillon, Sion                         |                                                   |
| 20h15 · Historique des rencontres |         | (0 - 0) | 57e Parks  | Spectateurs : 11 300 Arbitrage : Anthony Buttimer | Spectateurs : 11 300 Arbitrage : Anthony Buttimer |
| 20h15 · Historique des rencontres | Rapport |         |            | Spectateurs : 11 300 Arbitrage : Anthony Buttimer | Spectateurs : 11 300 Arbitrage : Anthony Buttimer |

| 5 juin 2010                       | Suisse    | 1 - 1   | Italie           | Stade de Genève, Genève                           |                                                   |
| 20h45 · Historique des rencontres | Inler 10e | (1 - 1) | 14e Quagliarella | Spectateurs : 30 000 Arbitrage : Hervé Piccirillo | Spectateurs : 30 000 Arbitrage : Hervé Piccirillo |
| 20h45 · Historique des rencontres | Rapport   |         |                  | Spectateurs : 30 000 Arbitrage : Hervé Piccirillo | Spectateurs : 30 000 Arbitrage : Hervé Piccirillo |

## Coupe du monde

### Maillot
Le maillot dit « domicile » est de couleur rouge et comporte un col. La croix fédérale fait sa réapparition sur la poitrine,
venant alors aux côtés du logo de l'association Suisse de football (ASF/SFV) ainsi que le logo de l'équipementier Puma.
Le maillot dit « extérieur » est blanc, il ne comporte pas de col.
En ce qu'il concerne la short, il est de couleur blanche et est orné d'une "ceinture de boxeur" comportant la croix Suisse.

### Effectif
Ottmar Hitzfeld a annoncé le mardi 11 mai 2010 à Zurich sa liste des 23 Suisses qui disputeront la Coupe du monde. Mais le 27 mai, Christoph Spycher (l'arrière gauche titulaire d'Hitzfeld), doit renoncer à participer à la Coupe du monde, il est remplacé par le revenant Ludovic Magnin. Nouveau coup dur pour la Nati avec la blessure de Marco Streller qui cède sa place à l'attaquant de Nuremberg Albert Bunjaku. La Nati a effectué sa préparation pour la coupe de monde à Crans-Montana en Valais.
| Numéro / Nom       | Numéro / Nom         | Club                          | Date de naissance | J.              |                 |                 |                 |                 |
| Gardiens de but    | Gardiens de but      | Gardiens de but               | Gardiens de but   | Gardiens de but | Gardiens de but | Gardiens de but | Gardiens de but | Gardiens de but |
| ------------------ | -------------------- | ----------------------------- | ----------------- | --------------- | --------------- | --------------- | --------------- | --------------- |
| 1                  | Diego Benaglio       | VfL Wolfsburg                 | 8.9.1983          | 3               | 0               | 1               | 0               | 0               |
| 12                 | Marco Wölfli         | BSC Young Boys                | 22.8.1982         | 0               | 0               | 0               | 0               | 0               |
| 21                 | Johnny Leoni         | FC Zurich                     | 30.6.1984         | 0               | 0               | 0               | 0               | 0               |
| Défenseurs         |                      |                               |                   |                 |                 |                 |                 |                 |
| 2                  | Stephan Lichtsteiner | Lazio Rome                    | 16.1.1984         | 3               | 0               | 0               | 0               | 0               |
| 3                  | Ludovic Magnin       | FC Zurich                     | 20.4.1979         | 0               | 0               | 0               | 0               | 0               |
| 4                  | Philippe Senderos    | Everton                       | 14.2.1985         | 1               | 0               | 0               | 0               | 0               |
| 5                  | Steve von Bergen     | Hertha BSC Berlin             | 10.6.1983         | 3               | 0               | 0               | 0               | 0               |
| 13                 | Stéphane Grichting   | AJ Auxerre                    | 30.3.1979         | 3               | 0               | 1               | 0               | 0               |
| 17                 | Reto Ziegler         | Sampdoria                     | 16.1.1986         | 3               | 0               | 1               | 0               | 0               |
| 22                 | Mario Eggimann       | Hanovre 96                    | 24.1.1981         | 1               | 0               | 0               | 0               | 0               |
| Milieux de terrain |                      |                               |                   |                 |                 |                 |                 |                 |
| 6                  | Benjamin Huggel      | FC Bâle                       | 7.7.1977          | 3               | 0               | 0               | 0               | 0               |
| 7                  | Tranquillo Barnetta  | Bayer Leverkusen              | 22.5.1985         | 3               | 0               | 1               | 0               | 0               |
| 8                  | Gökhan Inler         | Udinese Calcio                | 27.6.1984         | 3               | 0               | 1               | 0               | 0               |
| 11                 | Valon Behrami        | West Ham                      | 19.4.1985         | 1               | 0               | 0               | 0               | 1               |
| 14                 | Marco Padalino       | Sampdoria                     | 8.12.1983         | 0               | 0               | 0               | 0               | 0               |
| 15                 | Hakan Yakin          | FC Lucerne                    | 22.2.1977         | 2               | 0               | 1               | 0               | 0               |
| 16                 | Gelson Fernandes     | AS Saint-Étienne              | 2.9.1986          | 3               | 1               | 1               | 0               | 0               |
| 20                 | Pirmin Schwegler     | Eintracht Francfort           | 9.3.1987          | 0               | 0               | 0               | 0               | 0               |
| 23                 | Xherdan Shaqiri      | FC Bâle                       | 10.10.1991        | 1               | 0               | 0               | 0               | 0               |
| Attaquants         |                      |                               |                   |                 |                 |                 |                 |                 |
| 9                  | Alexander Frei       | FC Bâle                       | 15.7.1979         | 2               | 0               | 0               | 0               | 0               |
| 10                 | Blaise Nkufo         | FC Twente                     | 25.5.1975         | 3               | 0               | 1               | 0               | 0               |
| 18                 | Albert Bunjaku       | 1. FC Nuremberg               | 29.11.1983        | 1               | 0               | 0               | 0               | 0               |
| 19                 | Eren Derdiyok        | Bayer Leverkusen              | 12.6.1988         | 3               | 0               | 0               | 0               | 0               |
| Sélectionneur      |                      |                               |                   |                 |                 |                 |                 |                 |
|                    | Ottmar Hitzfeld      |                               | 12.1.1949         |                 |                 |                 |                 |                 |
| Réserve            |                      |                               |                   |                 |                 |                 |                 |                 |
|                    | Fabio Coltorti       | Racing Santander Gardien      | 3.12.1980         |                 |                 |                 |                 |                 |
|                    | François Affolter    | BSC Young Boys Défenseur      | 13.3.1991         |                 |                 |                 |                 |                 |
|                    | Fabian Lustenberger  | Hertha BSC Berlin Milieu      | 2.5.1988          |                 |                 |                 |                 |                 |
|                    | Valentin Stocker     | FC Bâle Milieu                | 12.4.1989         |                 |                 |                 |                 |                 |
|                    | Nassim Ben Khalifa   | Grasshopper Zurich Attaquant  | 13.1.1992         |                 |                 |                 |                 |                 |
| Blessés            |                      |                               |                   |                 |                 |                 |                 |                 |
|                    | Christoph Spycher    | Eintracht Francfort Défenseur | 30.3.1978         |                 |                 |                 |                 |                 |
|                    | Blerim Džemaili      | Parme FC Milieu               | 12.4.1986         |                 |                 |                 |                 |                 |
|                    | Marco Streller,      | FC Bâle Attaquant             | 18.6.1981         |                 |                 |                 |                 |                 |

### Staff

#### Sélectionneur
- Ottmar Hitzfeld

#### Entraîneur adjoints
- Michel Pont, entraîneur adjoint
- Pierluigi Tami, assistant

### Premier tour
|   | Équipe   | Pts | J | G | N | P | BP | BC | Diff |
| - | -------- | --- | - | - | - | - | -- | -- | ---- |
| 1 | Espagne  | 6   | 3 | 2 | 0 | 1 | 4  | 2  | +2   |
| 2 | Chili    | 6   | 3 | 2 | 0 | 1 | 3  | 2  | +1   |
| 3 | Suisse   | 4   | 3 | 1 | 1 | 1 | 1  | 1  | 0    |
| 4 | Honduras | 1   | 3 | 0 | 1 | 2 | 0  | 3  | -3   |

| 16 juin | Honduras | 0 - 1 | Chili    |
| 16 juin | Espagne  | 0 - 1 | Suisse   |
| 21 juin | Chili    | 1 - 0 | Suisse   |
| 21 juin | Espagne  | 2 - 0 | Honduras |
| 25 juin | Suisse   | 0 - 0 | Honduras |
| 25 juin | Chili    | 1 - 2 | Espagne  |

#### Espagne - Suisse
| 16 juin 2010                            | Espagne | 0 – 1   | Suisse               | Moses Mabhida Stadium, Durban                                      |                                                                    |
| 16:00 UTC+2 · Historique des rencontres |         | (0 – 0) | 52e Gelson Fernandes | Spectateurs : 62 453 · Arbitrage : Howard Webb · Photos du match · | Spectateurs : 62 453 · Arbitrage : Howard Webb · Photos du match · |
| 16:00 UTC+2 · Historique des rencontres | Rapport |         |                      | Spectateurs : 62 453 · Arbitrage : Howard Webb · Photos du match · | Spectateurs : 62 453 · Arbitrage : Howard Webb · Photos du match · |

| Espagne | Suisse |

| Espagne :          |    |                 |     |
|                    |    |                 |     |
|                    | 1  | Iker Casillas   |     |
|                    | 3  | Gerard Piqué    |     |
|                    | 5  | Carles Puyol    |     |
|                    | 6  | Andrés Iniesta  | 77e |
|                    | 7  | David Villa     |     |
|                    | 8  | Xavi            |     |
|                    | 11 | Joan Capdevila  |     |
|                    | 14 | Xabi Alonso     |     |
|                    | 15 | Sergio Ramos    |     |
|                    | 16 | Sergio Busquets | 61e |
|                    | 21 | David Silva     | 62e |
| Remplaçants :      |    |                 |     |
|                    | 9  | Fernando Torres | 61e |
|                    | 18 | Pedro           | 77e |
|                    | 22 | Jesus Navas     | 62e |
| Sélectionneur :    |    |                 |     |
| Vicente del Bosque |    |                 |     |

| Suisse :        |    |                      |       |       |  |
|                 |    |                      |       |       |  |
|                 | 1  | Diego Benaglio       |       | 90+1e |  |
|                 | 2  | Stephan Lichtsteiner |       |       |  |
|                 | 4  | Philippe Senderos    | 36e   |       |  |
|                 | 6  | Benjamin Huggel      |       |       |  |
|                 | 7  | Tranquillo Barnetta  | 90+2e |       |  |
|                 | 8  | Gokhan Inler         |       |       |  |
|                 | 10 | Blaise Nkufo         |       |       |  |
|                 | 13 | Stephane Grichting   |       | 30e   |  |
|                 | 16 | Gelson Fernandes     |       |       |  |
|                 | 17 | Reto Ziegler         |       | 73e   |  |
|                 | 19 | Eren Derdiyok        | 79e   |       |  |
| Remplaçants :   |    |                      |       |       |  |
|                 | 5  | Steve von Bergen     | 36e   |       |  |
|                 | 15 | Hakan Yakin          | 79e   |       |  |
|                 | 22 | Mario Eggimann       | 90+2e |       |  |
| Sélectionneur : |    |                      |       |       |  |
| Ottmar Hitzfeld |    |                      |       |       |  |

| Assistants : Darren Cann Michael Mullarkey Quatrième arbitre : Martin Hansson Cinquième arbitre : Stefan Wittberg Homme du match : Gelson Fernandes |

#### Chili - Suisse
| 21 juin 2010                            | Chili             | 1 – 0   | Suisse | Nelson Mandela Bay Stadium, Port Elizabeth                              |                                                                         |
| 16:00 UTC+2 · Historique des rencontres | Mark González 75e | (0 – 0) |        | Spectateurs : 34 872 · Arbitrage : Khalil Al Ghamdi · Photos du match · | Spectateurs : 34 872 · Arbitrage : Khalil Al Ghamdi · Photos du match · |
| 16:00 UTC+2 · Historique des rencontres | Rapport           |         |        | Spectateurs : 34 872 · Arbitrage : Khalil Al Ghamdi · Photos du match · | Spectateurs : 34 872 · Arbitrage : Khalil Al Ghamdi · Photos du match · |

| Chili | Suisse |

| Chili :         |    |                  |     |       |  |
|                 |    |                  |     |       |  |
| Gardien de but  | 1  | Claudio Bravo    |     |       |  |
|                 | 3  | Waldo Ponce      |     | 25e   |  |
|                 | 4  | Mauricio Isla    |     |       |  |
|                 | 6  | Carlos Carmona   |     | 22e   |  |
|                 | 7  | Alexis Sánchez   |     |       |  |
|                 | 8  | Arturo Vidal     | 46e |       |  |
|                 | 9  | Humberto Suazo   | 46e | 2e    |  |
|                 | 14 | Matías Fernández | 65e | 60e   |  |
|                 | 15 | Jean Beausejour  |     |       |  |
|                 | 17 | Gary Medel       |     | 61e   |  |
|                 | 18 | Gonzalo Jara     |     |       |  |
| Remplaçants :   |    |                  |     |       |  |
|                 | 10 | Jorge Valdivia   | 46e | 90+2e |  |
|                 | 11 | Mark González    | 46e |       |  |
|                 | 22 | Esteban Paredes  | 65e |       |  |
| Sélectionneur : |    |                  |     |       |  |
| Marcelo Bielsa  |    |                  |     |       |  |

| Suisse :        |    |                      |     |     |  |
|                 |    |                      |     |     |  |
| Gardien de but  | 1  | Diego Benaglio       |     |     |  |
|                 | 2  | Stephan Lichtsteiner |     |     |  |
|                 | 5  | Steve von Bergen     |     |     |  |
|                 | 6  | Benjamin Huggel      |     |     |  |
|                 | 8  | Gokhan Inler         |     | 60e |  |
|                 | 9  | Alexander Frei       | 42e |     |  |
|                 | 10 | Blaise Nkufo         | 68e | 17e |  |
|                 | 11 | Valon Behrami        |     | 31e |  |
|                 | 13 | Stéphane Grichting   |     |     |  |
|                 | 16 | Gelson Fernandes     | 77e |     |  |
|                 | 17 | Reto Ziegler         |     |     |  |
| Remplaçants :   |    |                      |     |     |  |
|                 | 7  | Tranquillo Barnetta  | 42e | 48e |  |
|                 | 18 | Albert Bunjaku       | 77e |     |  |
|                 | 19 | Eren Derdiyok        | 68e |     |  |
| Sélectionneur : |    |                      |     |     |  |
| Ottmar Hitzfeld |    |                      |     |     |  |

| Assistants : Hassan Kamranifar Saleh Al Marzouqi Quatrième arbitre : Martin Vázquez Cinquième arbitre : Miguel Nievas Homme du match : Mark González |

#### Suisse - Honduras
| 25 juin 2010 | Honduras | 0 – 0 | Suisse | Free State Stadium, Bloemfontein                                       |                                                                        |
| 20:30 UTC+2  |          |       |        | Spectateurs : 34 872 · Arbitrage : Héctor Baldassi · Photos du match · | Spectateurs : 34 872 · Arbitrage : Héctor Baldassi · Photos du match · |
| 20:30 UTC+2  | Rapport  |       |        | Spectateurs : 34 872 · Arbitrage : Héctor Baldassi · Photos du match · | Spectateurs : 34 872 · Arbitrage : Héctor Baldassi · Photos du match · |

| Suisse | Honduras |

| Suisse :        |    |                      |     |     |  |
|                 |    |                      |     |     |  |
| Gardien de but  | 1  | Diego Benaglio       |     |     |  |
|                 | 2  | Stephan Lichtsteiner |     |     |  |
|                 | 5  | Steve von Bergen     |     |     |  |
|                 | 6  | Benjamin Huggel      | 78e |     |  |
|                 | 7  | Tranquillo Barnetta  |     |     |  |
|                 | 8  | Gökhan Inler         |     |     |  |
|                 | 10 | Blaise Nkufo         | 69e |     |  |
|                 | 13 | Stéphane Grichting   |     |     |  |
|                 | 16 | Gelson Fernandes     | 46e | 34e |  |
|                 | 17 | Reto Ziegler         |     |     |  |
|                 | 19 | Eren Derdiyok        |     |     |  |
| Remplaçants :   |    |                      |     |     |  |
|                 | 9  | Alexander Frei       | 69e |     |  |
|                 | 15 | Hakan Yakin          | 46e |     |  |
|                 | 23 | Xherdan Shaqiri      | 78e |     |  |
| Sélectionneur : |    |                      |     |     |  |
| Ottmar Hitzfeld |    |                      |     |     |  |

| Honduras :      |    |                   |     |     |  |
|                 |    |                   |     |     |  |
| Gardien de but  | 18 | Noel Valladares   |     |     |  |
|                 | 2  | Osman Chávez      |     | 64e |  |
|                 | 3  | Maynor Figueroa   |     |     |  |
|                 | 5  | Víctor Bernárdez  |     |     |  |
|                 | 6  | Hendry Thomas     |     | 4e  |  |
|                 | 7  | Ramón Núñez       | 67e |     |  |
|                 | 8  | Wilson Palacios   |     | 89e |  |
|                 | 10 | Jerry Palacios    | 78e |     |  |
|                 | 11 | David Suazo       | 87e | 58e |  |
|                 | 16 | Mauricio Sabillón |     |     |  |
|                 | 17 | Edgar Álvarez     |     |     |  |
| Remplaçants :   |    |                   |     |     |  |
|                 | 12 | Georgie Welcome   | 78e |     |  |
|                 | 15 | Walter Martínez   | 67e |     |  |
|                 | 19 | Danilo Turcios    | 87e |     |  |
| Sélectionneur : |    |                   |     |     |  |
| Reinaldo Rueda  |    |                   |     |     |  |

| Assistants : Ricardo Casas Hernan Maidana Quatrième arbitre : Olegário Benquerença Cinquième arbitre : Jose Manuel Silva Cardinal Homme du match : Noel Valladares |

### Statistiques
|  | Nom              | Club             | Nombre de buts | Nombre de passes décisives | Nombre de matchs |
|  | ---------------- | ---------------- | -------------- | -------------------------- | ---------------- |
|  | Gelson Fernandes | AS Saint-Étienne | 1              | 0                          | 3                |
|  | Eren Derdiyok    | Bayer Leverkusen | 0              | 1                          | 3                |

### Séjour et hébergement
Durant la compétition sud-africaine, l'équipe de Suisse séjourne à Vanderbijlpark.